# Památník Adolfa Heyduka
Památník básníka Adolfa Heyduka se nachází v domě, který si Emilie a Adolf Heydukovi nechali postavit v roce 1900 podle návrhu architekta Jana Kouly v centru Písku, v Tyršově ulici č. 438, který je chráněn jako kulturní památka České republiky.

## Historie
Původně manželé bydleli v Reinerovském domě (dříve dům zvaný „U Jasana“, dnes hospoda „U Reinerů“) v Palackého sadech, neboť básníkova manželka pocházela z rodiny Reinerových. Po smrti Emilie Heydukové, která většinu vybavení domácnosti věnovala městu Písek, byl v bytě Heydukových v prvním patře domu, zdobeného sgrafity se symboly básnictví - pegasem a labutí, zřízen básníkův památník. Dnes jej spravuje Prácheňské muzeum v Písku. 

## Expozice
Je zde vystavena básníkova pracovna a knihovna, jídelna se salonem, včetně dobového secesního nábytku, obrazů a předmětů denní potřeby. V bývalé ložnici Heydukových je instalována expozice o životě a díle básníka s citlivou videoprojekcí.